# Villamuriel de Campos
Villamuriel de Campos è un comune spagnolo di 80 abitanti situato nella comunità autonoma di Castiglia e León.